# Gustavus

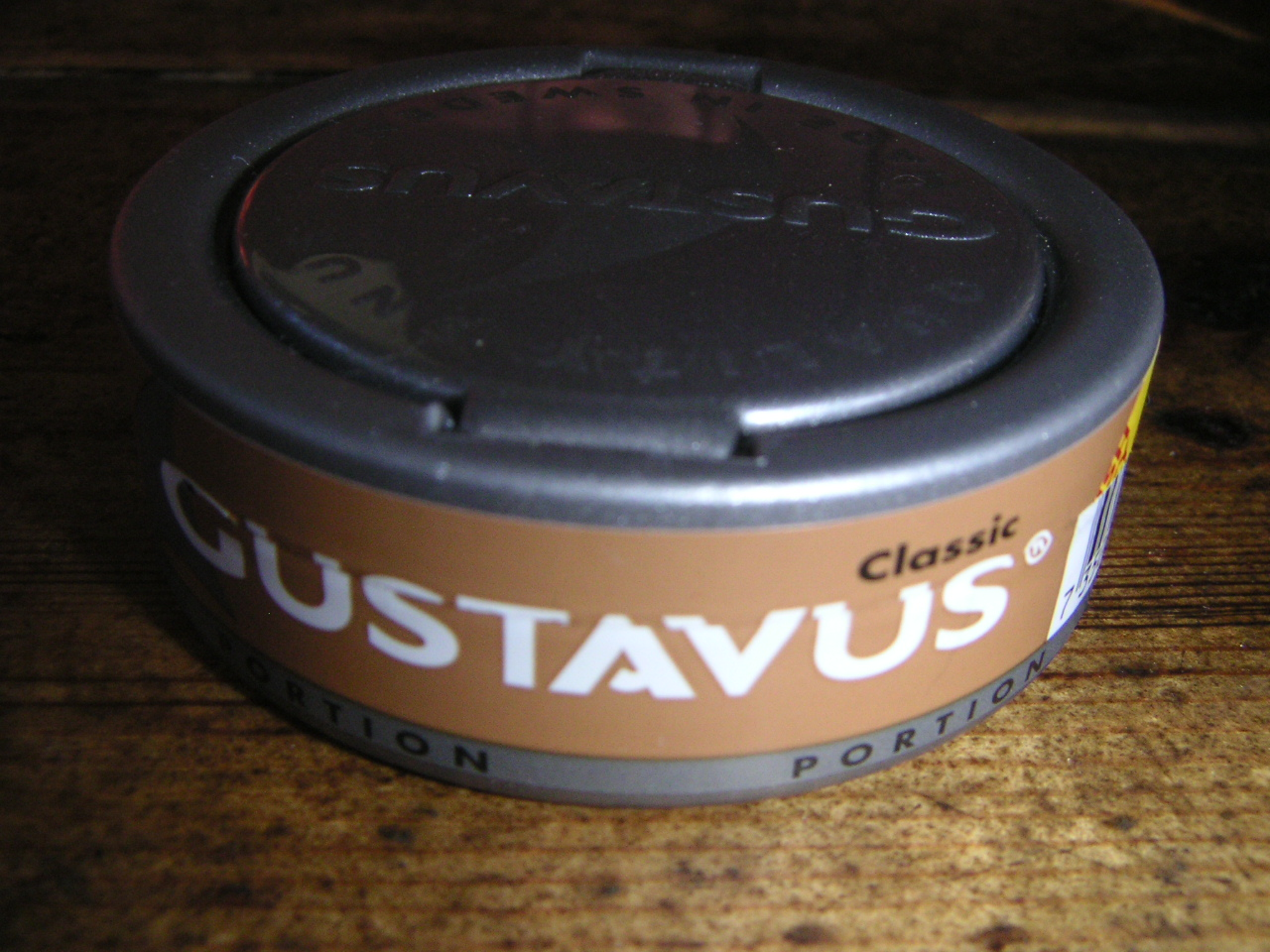
Gustavus Classic Portion

Gustavus var ett svenskt snus som tillverkades i Vårgårda. Gustavus var den första utmanaren till det svenska tobaksmonopolet. Gustavus fanns som Gustavus Original Lös och Gustavus Original Portion. Varumärket Gustavus ägs av JTI Sweden AB som är marknadsledare på den svenska tobaksmarknaden med många välkända varumärken som bland annat Blend, Winston, Level, Right, John Silver, Camel och Benson & Hedges. 